# 札幌市立西岡小学校
札幌市立西岡小学校（さっぽろしりつ にしおかしょうがっこう）は、北海道札幌市豊平区西岡2条9丁目にある市立小学校。

## 概要
- 児童生徒数　525名（令和4年8月末現在）
- 学級数　1学年　3学級　101名　　2学年　3学級　99名　　3学年　2学級　63名

　　　　　4学年　3学級　90名　　5学年　2学級　78名　　6学年　3学級　86名　特別支援学級　2学級　8名　　合計20学級

## 沿革
- 1901年（明治34年） - 山崎為吉による寺子屋式の私塾が前身である。
- 1904年 - 公立月寒尋常小学校焼山分教場として開校。
- 1906年 - 公立焼山尋常小学校として独立。
- 1908年 - 豊平村が町制施行するに伴い、豊平町焼山尋常小学校と改称する。
- 1909年 - 地名が焼山から西山へ改称するに伴い、豊平町西山尋常小学校と改称する。
- 1916年 - 現在の西岡1条9丁目付近（福住桑園通の望月寒川にかかる西岡橋付近）に移転。
- 1937年 - 現在の西岡4条9丁目（現西岡福住地区センター）に移転。
- 1941年 - 国民学校令施行に伴い、豊平町西山国民学校と改称する。
- 1942年 - 道単複教育特別研究学校
- 1943年 - 22学級編成認可 屋内体育館落成
- 1944年 - 地名の変更に伴い、豊平町西岡国民学校と改称する。
- 1947年 - 学校教育法施行に伴い、豊平町立西岡小学校と改称する。開校50周年記念式典開催。二宮尊徳像建立。学校井戸小屋新設
- 1956年 - 石狩管内単級複式教育研究大会開催
- 1960年 - 道立教育研究所協力校
- 1961年 - 豊平町と札幌市の合併に伴い、札幌市立西岡小学校と改称する。
- 1962年 - 3学級となる
- 1964年 - ミルク給食開始、簡易水道新設 、第1回修学旅行実施
- 1966年 - 校歌制定。
- 1969年 - プレハブ教室設置 5学級93名
- 1969年 - 現在地に移転。
- 1970年 - 校旗制定。体育館、グラウンド完成
- 1972年 - 校舎増築、校門完成
- 1973年 - 第3期校舎増築 開校70周年記念式典開催
- 1974年 - 給食単独校 第6期校舎増築 17学級649名 、開校70周年記念研究会開催
- 1977年 - 第9期校舎増築 28学級1143名
- 1978年 - 札幌市立福住小学校開校に伴い、通学区の変更。児童24名移籍 23学級1352名 トイレ全水洗化 体育館ステージ完成
- 1979年 - 37学級1503名
- 1980年 - 札幌市立西岡南小学校開校に伴い、通学区の変更。
- 1986年 - 札幌市立西岡北小学校開校に伴い、通学区の変更。
- 2003年 - 開校100周年記念式典執行。
- 2013年 - 開校110周年
- 2023年 - 開校120周年